# Tovarnianska Polianka
Tovarnianska Polianka est un village de Slovaquie situé dans la région de Prešov.

## Histoire
Première mention écrite du village en 1335.

## Démographie

### Évolution de la population
| Année:               | 1994. | 2004.    | 2014.    | 2024.   |
| -------------------- | ----- | -------- | -------- | ------- |
| Nombre de personnes: | 138   | 124      | 111      | 102     |
| Différence:          |       | -10,14 % | -10,48 % | -8,10 % |

| Année:               | 2023. | 2024.   |
| -------------------- | ----- | ------- |
| Nombre de personnes: | 105   | 102     |
| Différence:          |       | -2,85 % |